# Arctia oberthuri
Arctia oberthuri là một loài bướm đêm thuộc phân họ Arctiinae, họ Erebidae.